# Кале, Шримати Анасуйябаи
Шримати Анасуйябаи Кале (англ. Anasuyabai Kale; 24 октября 1896, Белгаум — 12 августа 1958, Нагпур) — индийская политическая деятельница, одна из крупнейших соратниц Махатмы Ганди на юге Индии. Входила в Индийский национальный конгресс.
Родилась в уважаемой семье адвоката в городе Белгаум (ныне Карнатака). В 1913 году поступила в колледж Фергюсона в Пуне, в 1916 году смогла продолжить образование в колледже Бароды. В движении за независимость участвовала с 1926 года. В 1928 году стала первой в истории Индии женщиной, избранной в законодательный совет (в городе Нагпуре). С 1929 года была членом Общеиндийского комитета конгресса (AICC). В 1930 году подала в отставку и перешла в комитет конгресса в Нагаре. В 1937 году была заместителем спикера законодательного собрания. В 1930-е и 1940-е годы активно участвовала в политике, в женском движении в стране и в работе комиссии по вопросам смертной казни (с 1943 года), с 1948 года возглавляла Общеиндийскую женскую ассоциацию. В 1952 году совершила визит в Канаду в рамках индийской делегации на конференции стран Содружества наций. В 1952 и 1957 годах избиралась в Лок сабху. Скончалась в 1958 году.